# Viagra Boys
Viagra Boys er et svensk rockband dannet i byen Stockholm i 2015. Bandet består af Sebastian Murphy (forsanger), Linus Hillborg (guitar), Elias Jungqvist (keyboards), Henrik Höckert (bas), Tor Sjödén (trommer) og Oscar Carls (saxofon). I 2018 udgav de deres første album, Street Worms.  I 2021 udgav de deres andet studiealbum, Welfare Jazz. I 2022 udkom deres tredje album, Cave World.

## Diskografi

### EP'er
- Consistency of Energy (2016, Kosmos Recordings)
- Call of the Wild (2017, Push My Buttons)
- Common Sense (2020, Year0001)

### Studiealbums
- Street Worms (2018, Year0001)
- Welfare Jazz (2021, Year0001)
- Cave World (2022, Year0001)